# Brestovac (Bor)
Brestovac (Kyrillisch: Брестовац) ist ein Dorf in der Opština Bor und im Okrug Bor im Osten Serbiens. 
Das Dorf liegt 3 km südlich von Bor auf etwa 300 m Höhe am Flüsschen Brestovačka reka.

## Einwohner
Die Volkszählung 2002 (Eigennennung) ergab, dass 2.950 Menschen im Dorf leben.
Weitere Volkszählungen:
- 1948: 2.051
- 1953: 2.120
- 1961: 2.350
- 1971: 2.201
- 1981: 2.121
- 1991: 3.140